# 朱綵
朱綵（1585年12月19日—1645年），字澹父，號穉鶴，四川保寧府劍州人，明朝政治人物。

## 生平
癸卯四川鄉試第三名舉人，萬曆三十八年（1610年）庚戌科會試一百十九名，第二甲第一名進士。吏部觀政，授禮部儀制司主事，四十三年陞祠祭司員外郎，四十六年河南乡试主考，陞儀制司郎中，四十七年陞福建布政司右叅政。天啓元年（1621年）三月升本省按察使、分守福宁道，二年正月考察以不及降调。七年五月起调陕西按察使，分守河西，崇祯元年（1628年）十二月升本省右布政使。

## 家族
曾祖朱晟，庠生；祖朱廷佐，庠生；父朱裳，學正；母李氏。永感下。兄朱絢（廩生）；朱繪（庠生）；朱綖（庠生）。